# The Girl Who Lived in Straight Street
The Girl Who Lived in Straight Street è un cortometraggio muto del 1914 diretto da Warwick Buckland.

## Trama
Una ballerina di fila salva una donna affamata con il marito in carcere perché accusato ingiustamente di un crimine compiuto dal fratello.

## Produzione
Il film fu prodotto dalla Hepworth.

## Distribuzione
Distribuito dalla Hepworth, il film - un cortometraggio in due bobine - uscì nelle sale cinematografiche britanniche nel maggio 1914. Venne distribuito anche negli Stati Uniti nell'ottobre dello stesso anno.
Si conoscono pochi dati del film che, prodotto dalla Hepworth, fu distrutto nel 1924 dallo stesso produttore, Cecil M. Hepworth. Fallito, in gravissime difficoltà finanziarie, il produttore pensò in questo modo di poter almeno recuperare il nitrato d'argento della pellicola.